# Rollins Band

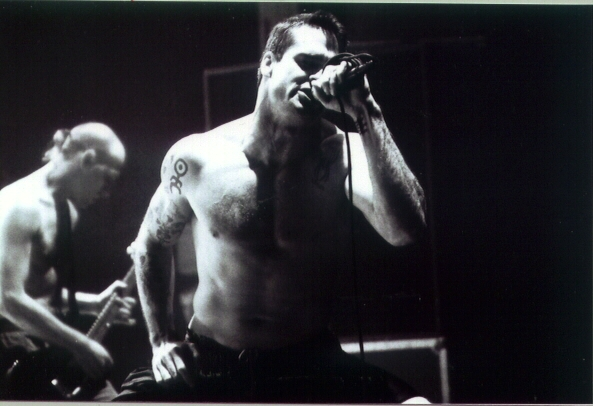
Rollins Band live

Rollins Band was een metalband met anchorman Henry "motormouth" Rollins.
Rollins wierf faam als zanger van de band Black Flag, waarmee hij door heel Amerika toerde in begin tachtiger jaren. Henry Rollins is ook bekend om zijn spoken words sessies, waarin hij het reilen en zeilen van zijn life on the road deelt met het publiek. Hij werkte mee aan albums van diverse artiesten, waaronder het eerste album van Tool: Opiate.
Een aantal nummers van de Rollins Band:
- Do it
- Low Self opinion
- Followed Around
- You didn't need
- Drive by shooting
- Liar (het bekendste nummer met als gevolg een doorbraak bij een wat groter publiek.)

Rollins (echte naam: 'Garfield'), was als kind hyperactief en werd naar eigen zeggen door
zijn ouders verwaarloosd. Na de scheiding van zijn ouders werd hij door de nieuwe vriendjes
van zijn moeder regelmatig mishandeld.
Volgestopt met Methylfenidaat (merknaam: Ritalin of Ritaline) zat hij tot zijn 15e 'op zijn tanden te knarsen' in een hoekje tot de maat vol was. Henry begon te bodybuilden en gooide de pillen de deur uit en uitte zijn hyperactiviteit en agressiviteit in zijn muziek. (zie hierboven: onder andere in 'Black Flag'.) Rollins staat bekend als workaholic en vindt het belangrijk zoveel mogelijk van het leven te maken, wat vooral terug te vinden is in zijn oppeppende nummers zoals Lo-So (Low Self Opinion), Do It en Shine. Naast muziek maken en zijn spoken words sessies heeft Rollins ook zijn eigen bedrijfje en heeft hij zich ook lange tijd ingezet voor drie Amerikaanse tieners (de "West Memphis Three") die onschuldig veroordeeld waren voor de moord op drie kleine jongetjes. Zijn enorme inzet en fanatisme hebben Rollins al wat bijrollen in films bezorgd en zijn ook terug te vinden in zijn muziek. Hij noemt zichzelf geen fantastische zanger maar noemt zijn fanatisme en inzet zijn sterke punten en hij heeft altijd goede bandleden om zich heen.
Tegenwoordig (2012) doet Rollins nog steeds zijn spoken word sessies en heeft hij zijn eigen show, waar hij regelmatig bekende muzikanten (hardrock, metal, hardcore-punk en dergelijke) ontvangt, maar ook grappen maakt over mensen, bevolkingsgroepen en bands en altijd duidelijk laat merken dat geweld en haat nooit de oplossing zijn, aangezien hij ooit een vriend verloor, die voor zijn ogen vermoord werd.

## Bandleden
In 1987 wordt de band van Henry Rollins officieel de Rollins Band genoemd.
De oorspronkelijke line-up uit 1987 is:
- Henry Rollins – zang
- Andrew Weiss – basgitaar
- Chris Hasket – gitaar (ook bij de laatste line-up in 2006)
- Simeon Cain – drums (ook bij de laatste line-up in 2006)

### Overige bandleden 1998-2004
- Jim Wilson – gitaar, piano (1999 – 2003)
- Marcus Blake – bas (1999 – 2003)
- Jason Mackenroth – drums, percussie, saxofoon (1999 – 2003)*

*Jason Mackenroth, die van 1999 tot 2003 in de Rollins Bands drumde, overleed in januari 2016 aan de gevolgen van prostaatkanker, op 46-jarige leeftijd.
Latere bandleden zijn onder andere: Melvin Gibbs (basgitaar), Theo van Rock (geluidsman die als officieel bandlid gezien wordt) zijn echte naam is Theo van Eenbergen en komt uit Nederland, Mick Green (drums), Marcus Blake (basgitaar), 'jammin' Jim Wilson (gitaar en piano/keyboards), Jason Mackenroth (saxofoon en drums) en Keith Morris (gastzanger).
Na 2002 heeft de Rollins Band geen nieuw materiaal meer gemaakt, wat resulteerde dat de band alleen nog optrad in een soort reüniesamenstelling. Henry Rollins besloot eind 2006 met de band te stoppen omdat er geen inspiratie meer was voor nieuwe nummers, die ook nog eens bij het publiek aan moesten slaan. Rollins is van mening dat een band vooruit hoort te gaan en hij is zelf geen type voor een 'greatest hits'-achtige band.

## Singles (zowel vinyl als cd)
- 1992 Low Self Opinion (Lo-S.O) (+ het nummer: Lie Lie Lie)
- 1992 Tearing (+ extra nummer en poster)
- 1994 Liar (+ het nummer Mooseman) (wellicht de belangrijkste single van de Rollins Band, die zorgde voor een doorbraak bij een wat groter publiek)
- 1994 Liar/Disconnect , zowel op Vinyl (met poster) als op cd uitgebracht. Zowel Liar als Disconnect zijn ingekort. (+ de nummers: Right Here Too Much en Nightsweat.)
- 1994 Disconnect. Twee verschillende cdsingles met allebei andere extra nummers.
- 1997 The End of Something (wederom twee verschillende singles)
- 1997 Starve (+ de nummers Threshold en Stray) cdsingle

## Studioalbums
- 1987 Life Time
- 1989 Hard Volume
- 1992 The End of Silence
- 1994 Weight
- 1997 Come in and Burn
- 2000 Get Some Go Again
- 2001 Nice
- 2002 Rise Above; benefietalbum voor The West Memphis Three (Black-Flag nummers)

| Album met eventuele hitnotering(en) in de Nederlandse Album Top 100 | Datum van verschijnen | Datum van binnenkomst | Hoogste positie | Aantal weken | Opmerkingen |
| ------------------------------------------------------------------- | --------------------- | --------------------- | --------------- | ------------ | ----------- |
| Come In And Burn                                                    |                       | 05-04-1997            | 76              | 5            |             |
| Weight                                                              | 1994                  | 07-05-1994            | 35              | 23           |             |

## Live-Albums
- 1988 Do It (met ook een aantal studio-opnames)
- 1990 Turned On
- 1993 Electro Convulsive Therapy
- 1999 Live In Australia, 1990
- 2001 A Clockwork Orange Stage
- 2002 The Only Way To Know For Sure (dubbel-cd, live in Chicago)

## Maxisingles en mini-cd's
- 1987 Hot Animal Machine/Drive By Shooting
- 1992 Tearing (maxisingle, 33 toeren met zowel live als unreleased materiaal)
- 1994 Fool

## Bootlegs (alle live)
- 1992 Being Obscene
- 1992 Europe, Live in Italy
- 1994 Divine Object Of Hatred
- 1994 Human Pitt Bull (met onder andere materiaal van Woodstock 1994)
- 1994 Live Machine (met onder andere materiaal van Woodstock 1994)
- 1995 Are You Civilized?
- 1995 Hard As Nails
- 1995 Woodstock '94 (deels ook live in België)
- 1995 Live in Woodstock and New York 1994
- 1995 Tattoo (incl. enkele nummers van Pearl Jam )